# تئاتر رومی فیلیپوپولیس
تئاتر رومی فیلیپوپولیس (لاتین: Theatrum Trimontense ; بلغاری: Пловдивски античен театър , Plovdivski antichen teatar) یکی از بهترین تماشاخانه‌های روم باستان در جهان است که در مرکز شهر پلوودیو امروزی در کشور بلغارستان واقع شده است. این بنا جزیی شهر باستانی فیلیپوپولیس است. این تئاتر در قرن اول پس از میلاد، احتمالاً در زمان امپراتوری دومیتیان، ساخته شده است. این تئاتر می‌تواند بین ۵۰۰۰ تا ۷۰۰۰ تماشاگر را میزبانی کند و در حال حاضر در حال استفاده است.

## توضیحات
صندلی‌های تماشاگر به سمت جنوب، به سمت شهر باستانی در دشت و کوه‌های رودوپه قرار دارند. در نمای کلی، تئاتر به صورت نیم دایره‌ای با قطر بیرونی ۸۲ متر است. خود تئاتر به بخش نشستن (کاوه‌آ) و صحنه (ارکسترا) تقسیم می‌شود. کاوه‌آ، جایی که مردم در آن جمع می‌شدند، از یک تپه یا شیب توخالی تشکیل شده است، در حالی که صندلی‌های رادیانی بیرونی به تکیه گاه سازه ای و دیوارهای حائل محکمی نیاز داشتند. کاوه‌آ مسقف نبود. صندلی‌های تماشاگران صحنه (ارکستر) را به شکل نعل اسبی به طول ۲۶٫۶۴ متر، احاطه می‌کرد و شامل ۲۸ ردیف هم مرکز صندلی از جنس مرمر بوده است که توسط یک راهرو (دیازوما) به دو طبقه تقسیم می‌شوند. قسمت بالایی طبقات توسط راه پله‌های شعاعی باریک قطع می‌شود که کاوه‌آ را به بخش‌های گوه‌ای (kerkides) تقسیم می‌کند. تئاتر همچنین دارای سکو (پودیوم) است که ستون‌های اسکنا را نگه می‌دارد.
ساختمان صحنه – scaenae frons – در جنوب ارکستر قرار دارد. سه طبقه است و دیوار بلندی از طبقه صحنه است که توسط ستون‌ها سرپا نگه داشته شده. پیشگاه (پروسکنیوم) دیواری است که لبه جلوی صحنه را با طاقچه‌های تزئین شده به طرفین نگه می‌دارد. پروسکینیوم ۳٫۱۶ متر ارتفاع دارد و نمای آن با یک ستون مرمر ایونی با پدیوم‌های مثلثی تزئین شده است. نمای صحنه که مشرف به محوطه تماشاگران است از دو رواق (پورتیکو) دو طبقه تشکیل شده است که به ترتیب اولی به سبک رومی ایونی و دومی کورنتی است. نما توسط سه دروازه به‌طور متقارن بریده شده است. ورودی‌های ارکستر که بدون پوشش و طاق‌دار هستند، کاوه‌آ را به ساختمان صحنه متصل می‌کنند. یک گذرگاه طاقدار زیرزمینی از مرکز ارکستر شروع می‌شود، به زیر ساختمان صحنه رفته و به خارج از تئاتر منتهی می‌شود. گذرگاه طاقدار دیگری که از زیر کرانه مرکزی صندلی‌های طبقه بالا می‌گذرد، کاوه‌ا را به منطقه سه تپه متصل می‌کند.
مشابه تمام تئاترهای موجود در قلمرو امپراتوری روم، در تئاتر تریمونتیوم (سه تپه) روی صندلی‌های تماشاگران افتخاری نوشته شده بود. کتیبه‌هایی نه تنها برای نمایندگان شورای شهر بلکه برای قضات، دوستان امپراتور و غیره وجود داشت. برخی از کتیبه‌های افتخاری نشان می‌دهد که این بنا به عنوان مقر مجلس استانی تراکیا مورد استفاده قرار می‌گرفته است. که با حدود ۷۰۰۰ صندلی ساخته شده بود، هر بخش از صندلی‌ها نام محله‌های شهر را روی نیمکت‌ها حک کرده بودند تا شهروندان بدانند کجا باید بنشینند.
در حالی که یونانی‌ها تمرینات ژیمناسیوم و استادیوم را ترجیح می‌دادند، علاقه رومی‌ها به ورزش به رویدادهای تئاتر و سیرک متمایل بود؛ بنابراین، احتمالاً مبارزه گلادیاتورها با حیوانات در تئاتر برگزار می‌شد، زیرا بقایای امکانات ایمنی در مقابل ردیف اول کشف شده است. این اضافات به دلیل دیدار امپراتور کاراکالا از تریمونتیوم، در سال ۲۱۴ پس از میلاد، ایجاد شد.
این تئاتر در قرن پنجم میلادی توسط آتیلا هون آسیب دید.

این تئاتر تنها در اوایل دهه ۱۹۷۰ به دلیل رانش زمین کشف شد. این امر باعث حفاری بزرگ باستان‌شناسی از جمله حذف حدود ۴٫۵ متر از زمینی که پس از رانش زمین باقی مانده بود، شد. مرمت تئاتر رومی در پلوودیو یکی از بهترین دستاوردهای مدرسه حفاظت بلغارستان به حساب می‌آید. بازسازی کاملاً طبق روش آناستیلوز انجام شد و مواد جدید به وضوح قابل مشاهده است. این تئاتر یکی از بناهای متعدد از زمان امپراتوری روم است که در بلغارستان حفظ شده‌اند. چندین سنگ نوشته و کتیبه دیواری به زبان یونانی بیزانسی در تئاتر وجود دارد.

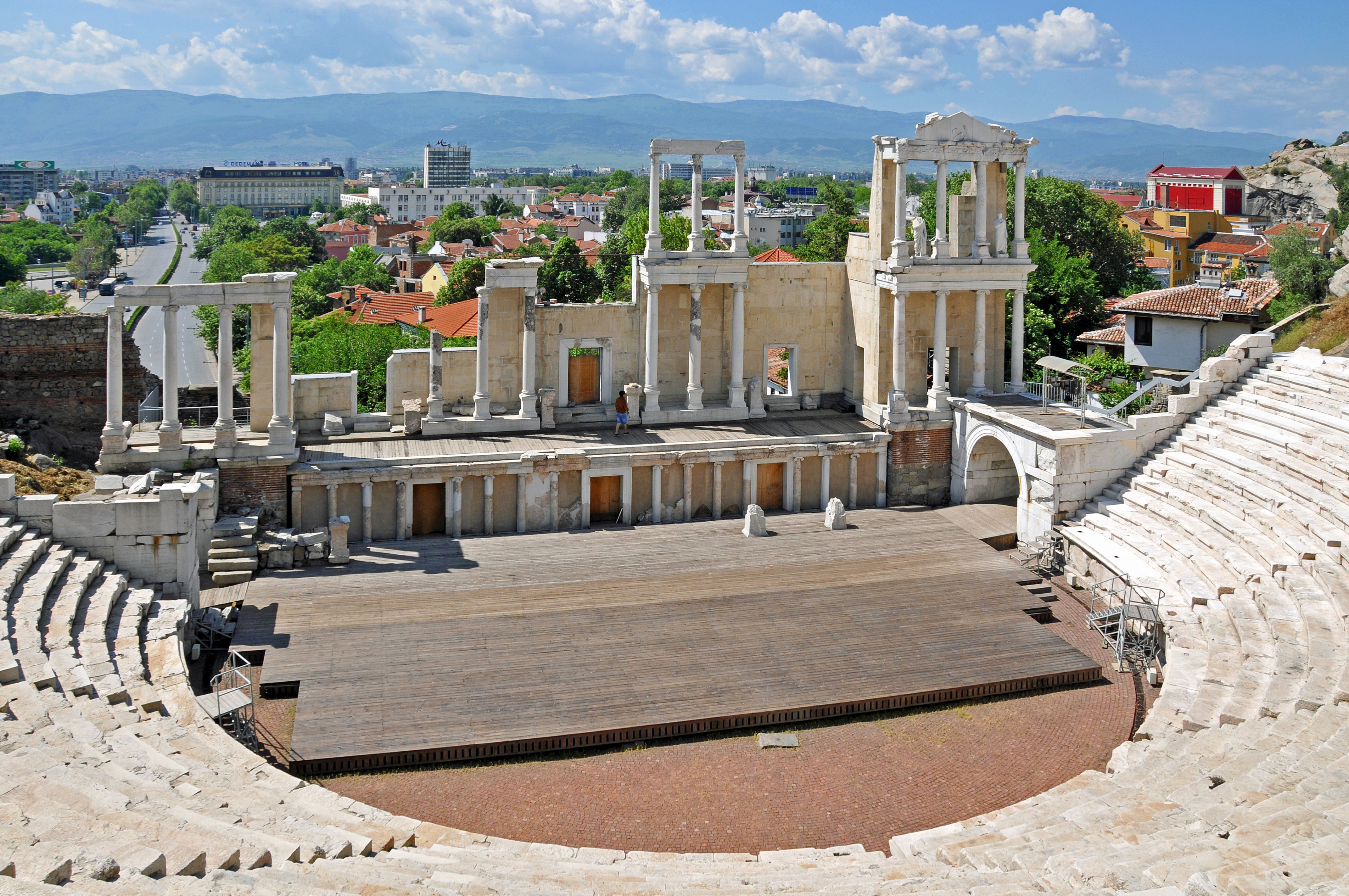
ساختمان صحنه – scaenae frons
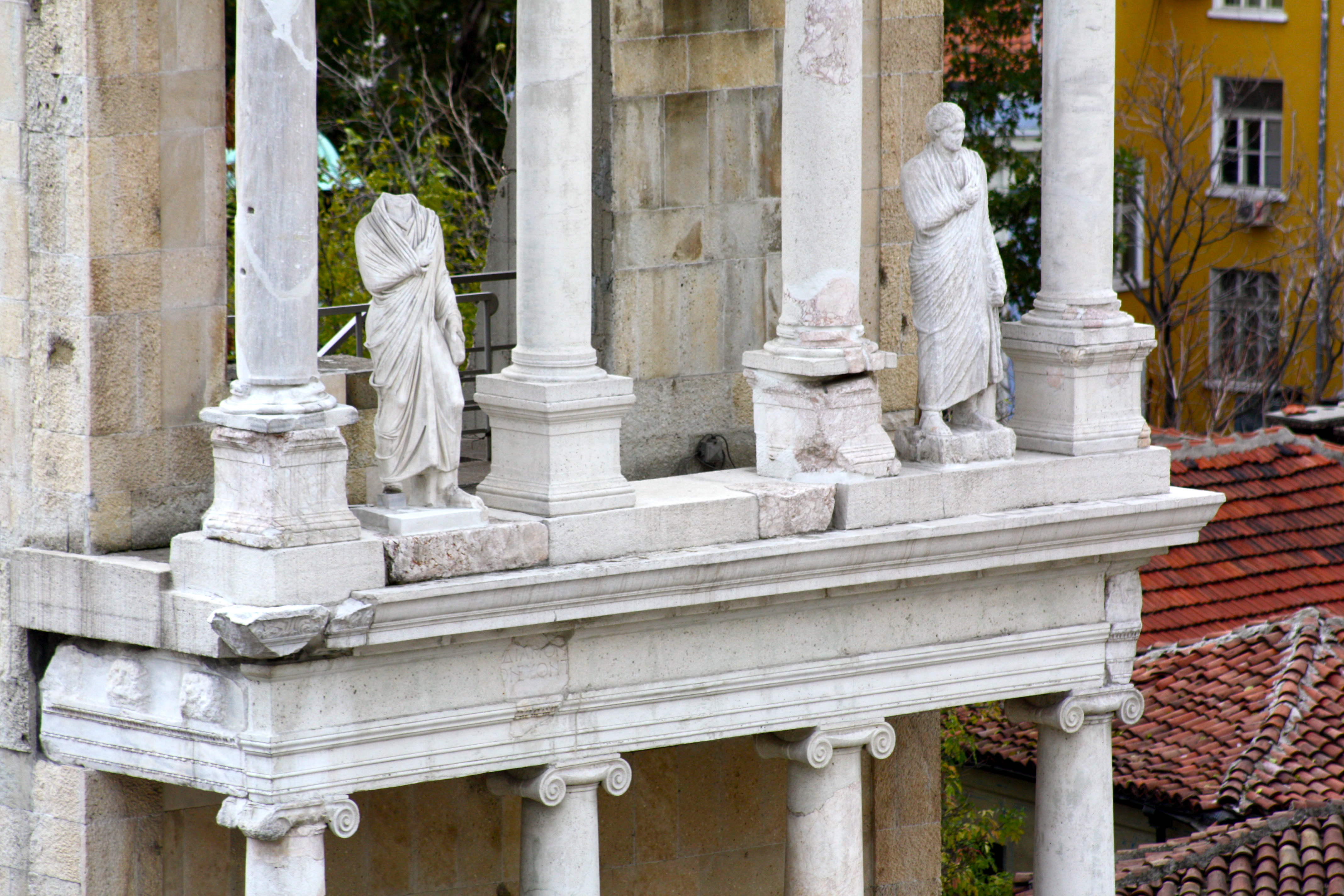
مجسمه‌ها - بخشی از تزئینات
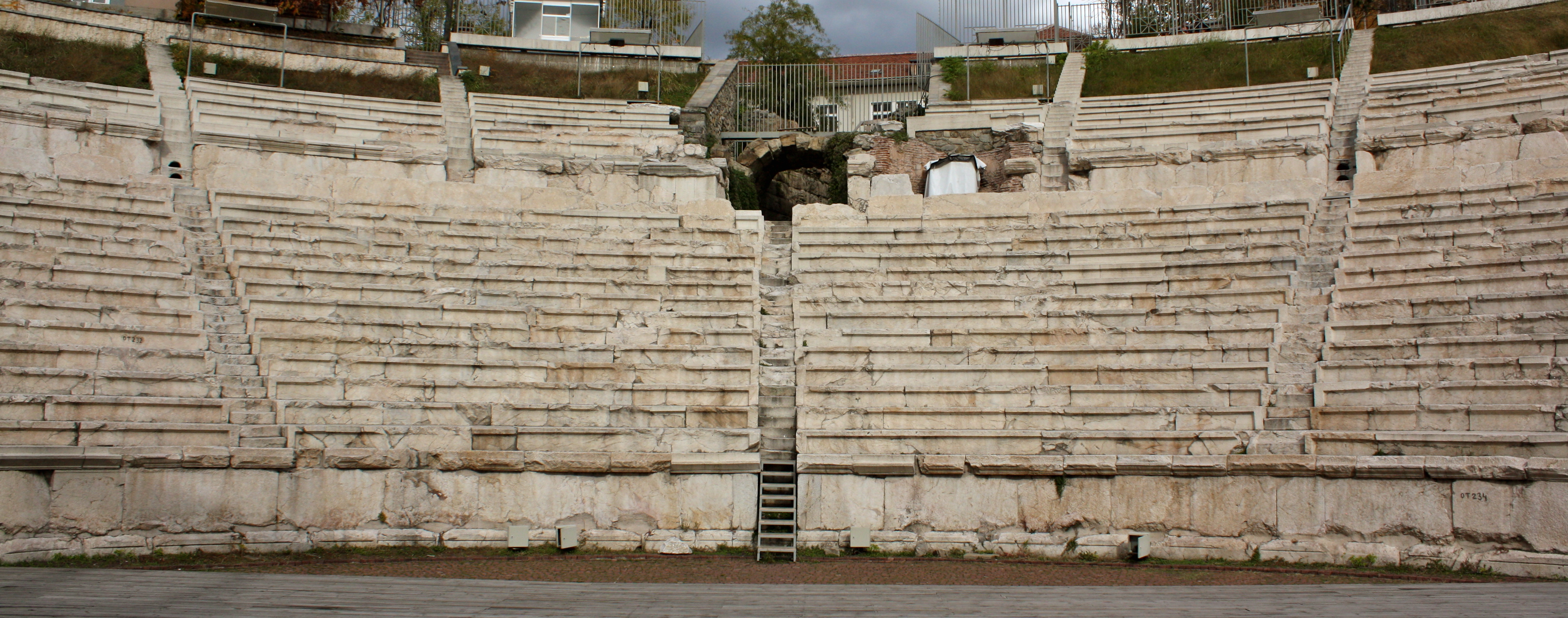
صندلی‌های تماشاگران (کاوه‌آ)
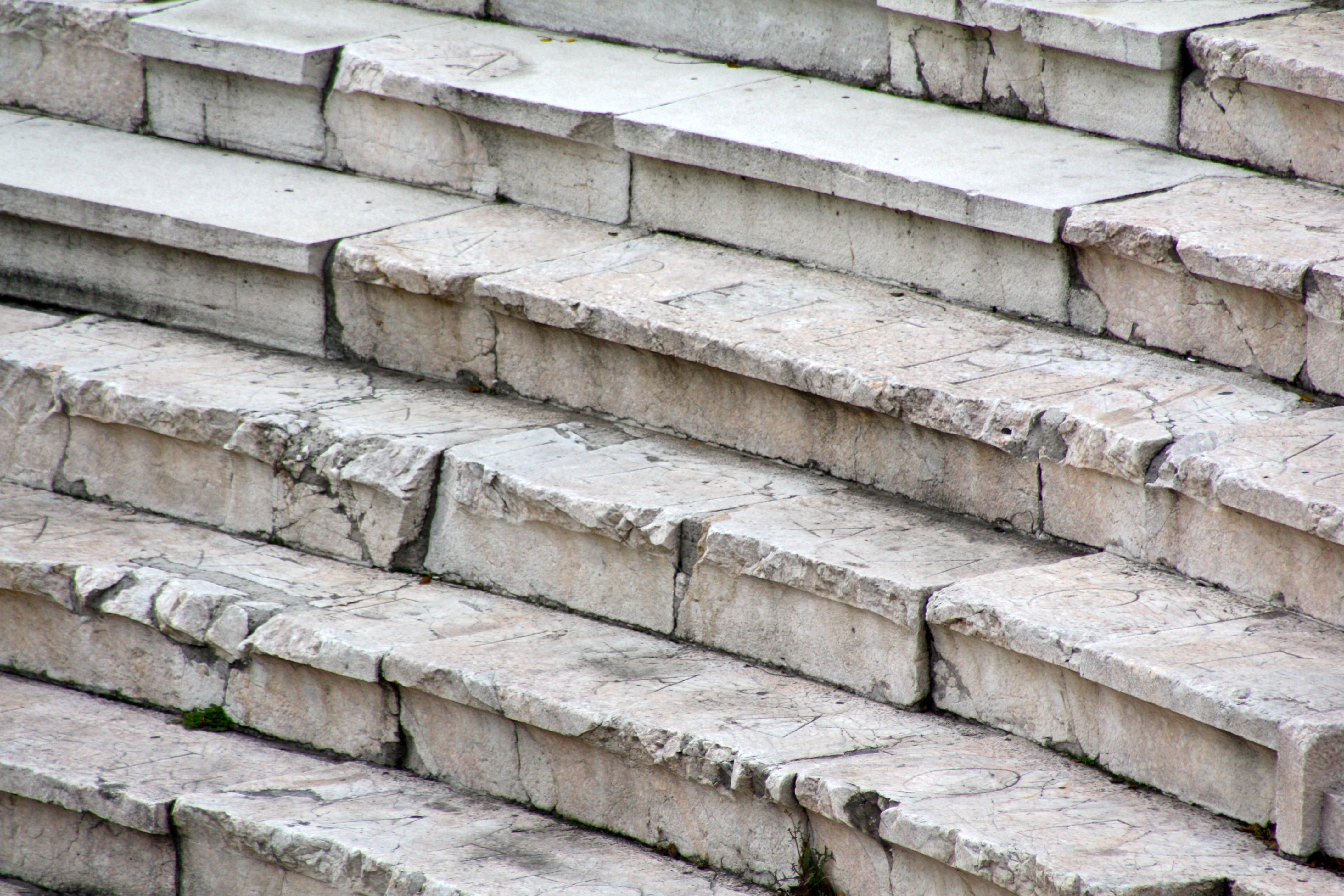
صندلی‌های مرمر با کتیبه‌های افتخاری
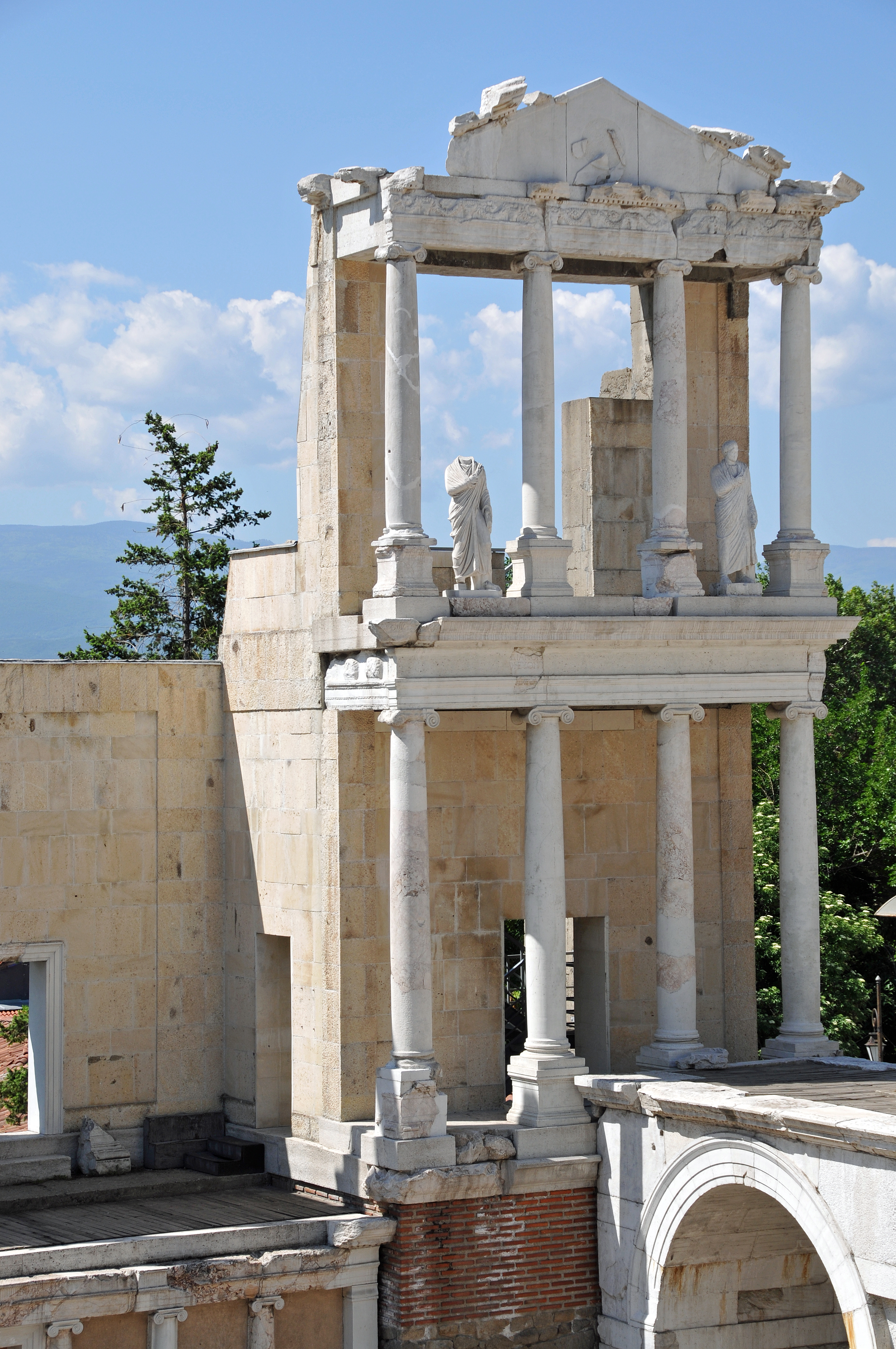

## فرهنگ
در طول ماه‌های تابستان، این تئاتر میزبان نمایش‌های تئاتر و نمایش‌های موزیکال است.
مراسم اهدای جوایز بیست و یکمین المپیاد بین‌المللی انفورماتیک در سالن نمایش برگزار شد.
در سال ۲۰۱۸ دوین تاونسند، نوازنده هوی متال، آلبوم زنده خود را در تئاتر، همراه با ارکستر و گروه کر اپرای پلوودیو، ضبط کرد. سوپرگروه پراگرسیو متال فرزندان آپولو آلبوم زنده و فیلم کنسرت سال ۲۰۱۹ خود را به همراه سمفونی روان پریشی پلوودیو در تئاتر ضبط کردند.